# Condado de Nelson (Dakota del Norte)
El condado de Nelson (en inglés: Nelson County, North Dakota), fundado en 1883, es uno de los 53 condados del estado estadounidense de Dakota del Norte. En el año 2000 tenía una población de 3715 habitantes y una densidad poblacional de 1 personas por km². La sede del condado es Lakota.

## Geografía
Según la Oficina del Censo, el condado tiene un área total de 2613 km² (1008,9 mi²), de la cual 2543 km² (981,9 mi²) es tierra y 70 km² (27,0 mi²) es agua.

### Condados adyacentes
- Condado de Walsh (norte)
- Condado de Grand Forks (este)
- Condado de Steele (sureste)
- Condado de Griggs (sur)
- Condado de Eddy (suroeste)
- Condado de Benson (oeste)
- Condado de Ramsey (noroeste)

### Áreas Nacional protegida
- Johnson Refugio de Vida Silvestre del Lago (parte)
- Corderos Lago Refugio Nacional de Vida Silvestre
- Rosa Lago Refugio Nacional de Vida Silvestre
- Lago Tocón Refugio Nacional de Vida Silvestre

## Demografía
En el 2000 la renta per cápita promedia del condado era de $28, 892, y el ingreso promedio para una familia era de $37 406. El ingreso per cápita para el condado era de $16 320. En 2000 los hombres tenían un ingreso per cápita de $27 163 versus $18 857 para las mujeres. Alrededor del 10.30% de la población estaba bajo el umbral de pobreza nacional.
| 1890 | 1900 | 1910   | 1920   | 1930   | 1940 | 1950 | 1960 | 1970 | 1980 | 1990 | 2000 | Est. 2009 |
| ---- | ---- | ------ | ------ | ------ | ---- | ---- | ---- | ---- | ---- | ---- | ---- | --------- |
| 4293 | 7316 | 10 140 | 10 362 | 10 203 | 9129 | 8090 | 7034 | 5776 | 5233 | 4410 | 3715 | 3129      |

## Mayores autopistas
- U.S. Highway 2
- Carretera de Dakota del Norte 1
- Carretera de Dakota del Norte 15
- Carretera de Dakota del Norte 32
- Carretera de Dakota del Norte 35

## Lugares

### Ciudades
- Aneta
- Lakota
- McVille
- Michigan City
- Pekin
- Petersburg
- Tolna

Nota: todas las comunidades incorporadas en Dakota del Norte se les llama "ciudades" independientemente de su tamaño

### Municipios
| - Municipio de Adler - Municipio de Bergen - Municipio de Central - Municipio de Clara - Municipio de Dahlen - Municipio de Dayton - Municipio de Dodds - Municipio de Enterprise - Municipio de Field | - Municipio de Forde - Municipio de Hamlin - Municipio de Illinois - Municipio de Lakota - Municipio de Lee - Municipio de Leval - Municipio de Melvin - Municipio de Michigan - Municipio de Nash | - Municipio de Nesheim - Municipio de Ora - Municipio de Osago - Municipio de Petersburg - Municipio de Rubin - Municipio de Rugh - Municipio de Sarnia - Municipio de Wamduska - Municipio de Williams |